# Springknap
Springknap (Parietaria) er slægt med ca. 25 arter, som er udbredt i de tempererede og subtropiske egne af den nordlige halvkugle. Det er en- eller flerårige urter, der har en opret eller opstigende vækst. Modsat forholdet hos de fleste andre slægter i familien har Springknap bladene siddende spredtstillet. Bladene er ovale eller ruderformede med hel rand og både stængler og blade er beat med korte hår. Derimod er der ikke nogen brændhår på arterne. Blomsterne er samlet i hoveder eller korte svikler, der sidder ved bladhjørnerne. Der er forskel på de enkelte blomster fra art til art: Nogle har enkønnede, mens andre har normale, tvekønnede blomster. Frugterne er ovale nødder.
| Beskrevne arter |

- Almindelig Springknap (Parietaria officinalis)

| Andre arter |

- Parietaria judaica
- Parietaria pensylvanica